# 水田恐竜
水田 恐竜（みずた きょうりゅう、1964年2月1日 - ）は、日本の漫画家。長崎県出身。男性。主に4コマ漫画を執筆している。

## 概要
自動車製造会社に約7年勤務した後、1990年、講談社夏期アフタヌーン四季賞にて佳作受賞し『アフタヌーン』増刊号にてデビュー。以降ぶんか社、リイド社などのエッチ系の4コマ漫画雑誌などで執筆していた。
2012年現在、アクションピザッツSPの終盤ページに「らんちきBANGBANG」を連載している。代表作に『放課後キッチン』『まりんスクランブル』などがある。

## 単行本リスト

### ぶんか社
- 放課後キッチン 全8巻（『みこすり半劇場』）

1. ISBN 9784821193882（1993年9月）
2. ISBN 9784821194285（1995年2月）
3. ISBN 9784821195305（1996年12月）
4. ISBN 9784821196166（1997年9月）
5. ISBN 9784821197118（1998年11月）
6. ISBN 9784821198023（2000年1月）
7. ISBN 9784821198818（2001年5月）
8. ISBN 9784821199761（2002年9月）

1・2巻には「ももこACTIVITY」が掲載されている。
- 天空の乙姫たち ISBN 9784821194711（1996年5月）

姉妹作として「桃色忍法帖」「ゆらりソードキル」が掲載されている
- オトナのお菓子 ISBN 9784821195169（1996年11月）
- 邪夢パラダイス ISBN 9784821197156（1998年12月）
- すりっぷブラジリアン（『みこすり半劇場 新人ちゃん』）ISBN 9784821197798（1999年9月）
- まりんスクランブル 全2巻（『イカしてソーロウ』他）

1. ISBN 9784821197866（1999年10月）
2. ISBN 9784821197903（1999年11月）

- じゃじゃ忍トリッパー ISBN 9784821198504（2000年12月）

サブタイトルは「水田恐竜作品集」で他の作品についてはじゃじゃ忍トリッパー (単行本)を参照。
- レスト・ワールド ISBN 9784821198559（2001年1月）

### リイド社
- ぱんぷきんブルマ 全2巻

1. ISBN 9784845815579（1998年9月）
2. ISBN 9784845816132（2000年2月）

- タフなんだもん! ISBN 9784845815593（1998年10月）
- エンジェルティッシュ ISBN 9784845816583（1999年1月）
- 脳プロブレム ISBN 9784845813872（2000年3月）

長期作品である「ゆ～こモラトリアム」はついては「ゆ～こモラトリアム」を参照。
- チョコレートチャンプルー ISBN 9784845803583（2002年1月）